# Oscar Pycke de Peteghem
Oscar Marie Joseh Marie Ghislain Pycke de Peteghem (Gent, 1 april 1823 - Petegem-aan-de-Schelde, 18 november 1903) was een Belgisch senator en burgemeester.

## Biografie

### Familie
Oscar Pycke de Peteghem was een telg uit het geslacht Pycke. Hij was een zoon van baron Auguste Pycke (1794-1868), provincieraadslid van Oost-Vlaanderen, en Pauline Limnander de Nieuwenhove (1790-1870). Hij was een broer van Amédée Pycke de Peteghem, diplomaat, burgemeester van Poeke en senator.
Hij trouwde in 1856 in Bergen met Mathilde Robert de Robersart (1834-1916), dochter van Constant Robert de Robertsart, lid van de Provinciale Staten van Henegouwen. Ze kregen vier zoons en een dochter.
- Clémentine Pycke de Peteghem (1857-1944), trouwde in 1878 in Brussel met graaf Alphonse de Robiano (1846-1882), kleinzoon van Eugène de Robiano. Ze kregen een dochter, met afstammelingen tot heden. Na het overlijden van haar man trouwde ze in 1887 in Marchin met diens broer, graaf Gaëtan de Robiano (1853-1942). Ze kregen twee zoons en een dochter, met afstammelingen tot heden.
- Gaston Pycke de Peteghem (1859-1933), burgemeester van Nouvelles, trouwde in 1886 in Brussel met Isabelle d'Oultremont (1862-1942), dochter van Émile d'Oultremont, diplomaat, lid van het Nationaal Congres en senator. Ze kregen een dochter, met afstammelingen tot heden. Met het overlijden van hun dochter in 1978 doofde het geslacht Pycke volledig uit.
- Maurice Pycke de Peteghem (1859-1897), trouwde in 1888 in Gent met Marie-Thérèse Geelhand de La Bistrate (1865-1929). Ze kregen een dochter, met afstammelingen tot heden.
- Maximilien Pycke de Peteghem (1870-1919), trouwde in 1897 in Sint-Gillis met Édith de T'Serclaes de Kessel (1878-1946). Ze kregen drie dochters, met afstammelingen tot heden.

Zijn vader werd in 1822 opgenomen in de erfelijke adel en verkreeg in 1842 de titel 'baron van Peteghem'. Jonkheer Oscar Pycke verkreeg in 1871 de uitbreiding van zijn baronstitel op al zijn nakomelingen en in 1884 'de Peteghem' aan zijn naam te mogen toevoegen.

### Loopbaan
In 1860 werd Pycke gemeenteraadslid en burgemeester van Petegem-aan-de-Schelde en oefende dit ambt uit tot aan zijn dood.
In juni 1878 werd hij verkozen tot katholiek senator voor het arrondissement Oudenaarde en vervulde dit mandaat tot in 1900.